# Söderskogen
Söderskogen est une localité de Suède dans la commune de Håbo située dans le comté d'Uppsala.

## Démographie
Sa population était de 381 habitants en 2020.